# Bawinkel
Bawinkel là một đô thị thuộc huyện Emsland, trong bang Niedersachsen, Đức. Đô thị này có diện tích 20,34 km².